# Samoupravne oblasti v Kraljevini Jugoslaviji
Samoupravne oblasti v Kraljevini Jugoslaviji

## Samoupravne oblasti
Razmerje vidovdanske ustave je bilo do narodnostnega vprašanja Slovencev unitaristično. Predvsem se je unitarizem kazal v urejanju pokrajinskega vprašanja. Ustava je zavrnila kakršno koli možnost za združitev pod narodnostnim ozemljem. Država se je razdelila na upravne enote, ki so smele šteti le 800.000 prebivalcev. Oblasti so bile organizirane po načelu birokratskega centralizma in so imele del samouprave. Upravno oblast je izvrševal kralj preko ministrstev, ki jih je postavljal in razreševal kralj.
Leta 1922 je bil jugoslovanski del Slovenije razdeljen na Ljubljansko in Mariborsko oblast, ki je politično zaživela leta 1924. Slednja je obsegala jugoslovanski del Štajerske, brez okrajev Sevnica, Laško in Brežice. Zavzemala pa je Prevalje, Prekmurje in Medžimurje (kraja Čakovec in Prelog). Dejansko funkcijo so oblasti prevzele šele po volitvah v oblastne skupščine leta 1927. Zadnja velika župana sta bila dr. Marko Natlačen  – Ljubljanska oblast in dr. Josip Leskovar  – Mariborska oblast. Prvi veliki župan Mariborske oblasti je bil imenovan 31. decembra 1922, oblastna uprava pa je začela opravljati dolžnosti šele junija 1924. leta. Velikega župana so potrdili na ministrstvu za notranje zadeve. Centralistične stranke in centralna oblast so preprečevale normalno delovanje oblasti vse do leta 1927. SLS pa je leta 1927 na volitvah zahtevala povečanje pristojnosti samouprave v oblasteh, torej popolno avtonomijo in združitev Ljubljanske in Mariborske samouprave. Z zakonom o delitvi države iz leta 1929 je bila Mariborska oblast odpravljena in združena z Ljubljansko oblastjo v Dravsko banovino.  
Vidovdanska ustava je s členi 95, 96, 97, 98, 99, 100 in 101 uzakonila načela oblastne samouprave. Zakon iz 26. aprila 1922 je dorekel ustavne člene o oblastni in sreski samoupravi.  

## Načela oblastne samouprave
V področje oblastne samouprave so spadala sledeča načela: 
»1. oblastne finance: a) določanje oblastnega proračuna, b) razpolaganje z oblastnimi davščinami, ki se dajo oblastem na podstavi zakona, da pokrivajo oblastne razhodke; 2. oblastna javna dela kakor tudi gradbeni predpisi; 3. skrb za pospeševanje oblastnih pridobitnih interesov: poljedelstva, živinoreje, vinogradništva, sadjarstva, šumarstva, rečnega in jezerskega ribarstva, lova kakor tudi tehnične poljedelske izboljšave; 4. uprava oblastnih imovin; 5. skrb za narodno zdravje v oblasti; 6. skrb za socialne naloge v oblasti; 7. oblastne humanitarne naprave; 8. oblastne prometne naprave; 9. sodelovanje pri pospeševanju prosvete v oblasti; 10. sodelovanje pri strokovnem izobraževanju v oblasti; 11. uvajanje in vzdrževanje naprav za štednje, vzajemno pomoč in zavarovanje; 12. oddajanje mnenj na zahtevo vlade o zakonskih predlogih, ki se tičejo oblasti kakor tudi vobče v vseh drugih predmetih, o katerih zahteva vlada njih mnenje.«
Z zakonom o oblastni samoupravi iz leta 1922 je bilo delovanje samouprave dorečeno, tako da je pod njeno pristojnost spadalo še: »1. podpiranje obrti, industrije in zadružništva v oblasti; 2. sodelovanje pri pospeševanju pomorskega ribarstva v oblasti; 3. zbiranje in urejanje statističnih podatkov za potrebe oblastne samouprave in 4. vobče skrb za pospeševanje gospodarskih in kulturnih nalog čisto oblastnega interesa.«

## Organa oblastne samouprave
Organa oblastne samouprave sta bila oblastna skupščina in oblastni odbor. Predsednika je izvolila skupščina za vso dobo. Skupščina se je sklicala s kraljevim ukazom na predlog ministra za notranje zadeve vsako leto 5. novembra na redno zasedanje. Zasedanje je odpiral in zaključil veliki župan v kraljevem imenu. Oblastna skupščina je imela pravico izdajati uredbe, ki so bile v njeni pristojnosti.  

## Proračun
Oblasti so imele svoj proračun. Proračun se je poslal velikemu županu na vpogled, če oblastne doklade niso presegale 50 %. Za višje doklade je bila potrebna odobritev finančnega ministrstva. Obračun je reševala glavna kontrola. V čl. 74 zakona o oblastnih in okrajnih samoupravah predvideni zakon o samostojnih oblastnih davkih in taksah ni nikoli izšel. Pomanjkanje zakona o samoupravnem gospodarstvu je slabo vplivalo na razmah delovanja oblasti. 

## Veliki župan
Po odredbi člen 12 zakona o splošni upravi je moral veliki župan o vseh važnih stvareh lokalnega pomena, kamor so spadale tudi policijske odredbe, razen tistih za vzdrževanje javnega reda in miru, zaslišati oblastni odbor. Nadzor oblastne uprave je bil podeljen velikemu županu, ki mu je bilo potrebno pošiljati sklepe oblastne skupščine. Veliki župan je mogel v roku osmih dni sklep zadržati. Zoper odločbo velikega župana je bila možna pritožba v 15 dneh na državni svet.  

## Volilna pravica
Čeprav je bila pristojnost oblastnih samouprav manjša od pristojnosti deželnih zborov in deželnih odborov, bi jih lahko primerjali z bivšimi deželnimi samoupravami v AO, pri čemer pa treba poudariti, da je splošna, enaka in neposredna volilna pravice bila zelo podobna volilni pravici na državni ravni.  

## Avtonomija in decentralizacija
Za Slovenijo sta postala avtonomija in centralizem osnovni politični vprašanji, ob katerih sta se delili mnenji desnega in levega političnega bloka v takratni Sloveniji. Večina slovenskih politikov je Slovenijo videlo kot celoto, ki je bila avtonomistična od ostalega dela Kraljevine SHS. Pričakovanje avtonomije znotraj Kraljevine SHS je bilo samoumevno glede na obljube s strani Srbije že v letu 1915, ko je iz Niša prišel dr. Vošnjak in je imel zagotovilo, da se ohrani znotraj neke nove države (Kraljevine SHS, po letu 1918) avtonomija delov, pripojenih od AO. Tudi na Krfu je dr. Vošnjak zagovarjal enovitost Slovenije, vendar ne znotraj plemenskih meja. Te meje so že temeljile na številu prebivalstva in moči posameznih gospodarstev v novi državi.  
Vsi ti razlogi so jasno in vzpodbudno kazali na enotnost Slovenije znotraj novonastale Kraljevine SHS. 14. točka Krfskega pakta je dajala Slovencem občutek, da bo ustava dala narodu možnost, da razvije svoje energije v samoupravnih enotah, označenih po naravnih, socialnih in gospodarskih razmerah. Končno odločitev so vsi prepustili notranji ureditvi države s konstituanto. Nihče se ni zavedal mogoče majorizacije , saj je Krfski pakt zahteval »številčno kvalificirano« večino.  

## Začetek razprave v skupščini Kraljevine SHS
Aprila leta 1920 se je začela v skupščini razprava o ustavi. Centralisti so zastopali vladni načrt z malimi upravnimi enotami. Ljuba Jovanović je bil edini, ki je izražal mnenje, da so enote lahko večje in da naj Slovenija ostane nedeljena. Pašić  je zasebno bil mnenja, da naj Slovenija tvori celoto zaradi njene jezikovne posebnosti, da pa pri tem vprašanju niso enotni niti slovenski poslanci. Glavni govornik Slovenskih krščanskih socialistov dr. Vošnjak se je zavzemal za decentralizacijo, bil pa je tudi proti plemenski delitvi države. Tudi slovenski socialisti so zanikali vse zgodovinske meje in plemenske vidike znotraj novonastale države, komunisti so želeli državo urediti po sovjetskem vzoru. Jugoslovanski klub je predložil o vladnem načrtu ločeno mnenje. Državo so želeli deliti na 6 pokrajin: Srbija, Hrvaška – Slavonija, Bosna – Hercegovina z Dalmacijo (možnost združitve tudi s Hrvaško – Slavonijo, Črna gora, Vojvodina in Slovenija. Pokrajine bi imele široko samoupravo in bi bile podrejene vladi in ministrstvom v Beogradu. 
Jugoslovanski klub je ves čas stal za načeli federalizacije države in avtonomizma Slovenije. Slovenski demokrati so opozarjali na škodljivost takih načel, saj bi se Slovenija obdala s »kitajskim zidom« in se popolnoma osamila. Svoje poglede so dokazovali s šibkostjo vojvodine Kranjske znotraj AO monarhije. 
Južne pokrajine so si obetale gospodarski napredek na ramenih Slovenije, to so utemeljevale z velikimi žrtvami, ki so jih imele med I. svetovno vojno. Prav tako so zahtevale pokrajinsko enakost in izenačenje vseh delov države. Centralistične stranke so samo v malenkostih ustregle opoziciji in niso odstopale od začrtanih ciljev. 
17. januarja 1922 je dr. Josip Hohnjec  podal načelno mnenje v imenu Jugoslovanskega kluba, da ostaneta Hrvaška in Slovenija dve nedeljivi pokrajini. 18. januarja 1922 je v polemiki z ministrom Markovićem dejal, da je predlagana samouprava s strani vlade  samo navidezna in ne prava samouprava. 
S temi besedami je želel povedati, da se je država razlikovala po svoji mentaliteti glede na sever in jug, oz. da so ljudje na severu države drugače dojemali samoupravo kot pa Beograd. To je utemeljeval z dejstvom, da so bili sodni okraji v Sloveniji manjši kot v Srbiji in da naj bi taki ostali, ker ljudje niso mogli hoditi daleč po sodnih opravkih. Izrazil je tudi bojazen, kaj bodo delale oblasti, ki niso imele izgrajene upravne infrastrukture za vodenje svojih teritorij. To je primerjal s hišo brez pohištva. Tako strukturiranje samouprave se po mnenju Hohnjeca ni obneslo, ne v Avstro-Ogrski, ne v Rusiji, ne v Franciji in Italiji.  
Taka samouprava je bila centralistična in ni bila uspešna ter se je v Avstro-Ogrski pokazala kot neučinkovita. Izjavil je tudi: »Gospodje! Jaz bi povdarjal, da je treba dati narodu – in tu mislim tudi na srbskega seljaka – vse pravice. Mislim, da bodo tudi v Srbiji prišli na krmilo ljudje oziroma stranke, ki bodo to zahtevale. Ne bo dobro, če damo vso oblast v državi v roke birokracije.«  
Zakonodajni odbor je zasedal 7. februarja 1922. leta v Beogradu z dnevnim redom: volitve pododbora za upravno razdelitev države, za samoupravne oblasti in sresko samoupravo. Več govornikov je v svojem nastopu predlagalo, da se izvoli ožji odbor. Ta odbor bi preučil vse gradivo za kasnejše razpravo. Poslanca Lazič in Gjonovič sta predlagala, da plenum  odbora takoj razpravlja o predlogu samoupravnih oblasti in sreske samouprave. Želela sta tudi, da se takoj izdela načrt.  
Poslanec dr. Josip Hohnjec je v imenu Jugoslovanskega kluba izjavil: »Smatramo, da je v zmislu ustavnega načrta našega kluba samo razdelitev države na pokrajine, katerim se mora dati široka samouprava in zakonodajna avtonomija, primerna za pomirjenje našega troimenskega naroda. Radi tega smo stavili te zahteve v interesu države. Ugotavljamo, da velika večina Hrvatov in Slovencev ter pravtako tudi mnogo uglednih srbskih politikov obsoja vladni načrt o upravni razdelitvi države kot nepravilen in nesposoben, da uredi notranje razmere naše države.«
Obsodbo glede delitve države je izrekel tudi odbor za razdelitev države na oblasti, v katerem je prevladalo mnenje, da je razdelitev neizvedljiva zaradi gospodarskih in socialnih razmer in razmerji med predlaganimi oblastmi. Odbor je podal mnenje, da je vladni predlog tehnično nemarno in nezadostno dodelan. Odbor je zahteval, da se mu predloži zemljevid razdelitve države. Porajalo se je vprašanje, ali bo tak zemljevid tudi odgovarjal geografskim značilnostim države. Tak zemljevid se verjetno ne bi niti ujemal na gospodarskem, trgovskem in prometnem področju, bil bi verjetno tudi zelo nepravičen glede na vsa tri plemena znotraj države. Odbor je zaključil sejo z zaključkom, da se mora to vprašanje rešiti na resen način. Na poslance pa je apeliral z upanjem, da bodo ponovno in trezneje preučili predlagani predlog o razdelitvi države.  
Statistika, ki je bila dana poslancem, je bila nezadostna in nedodelana in je predstavljala zmotno sliko o gospodarstvu, poseljenosti in socialnem napredku posameznih oblasti. 
Predlog zakona je odklonil tudi poseben odbor parlamenta, vendar je isti zakon prišel ponovno na obravnavo iz zakonodajnega odbora. Jugoslovanski klub je predlagal, da se zakon vrne vladi, da bi ga ta dodelala in popravila. 
Minister Trifković je pojasnjeval nekatere točke in ugotovil, da ustava predvideva rok do 28. marca, do takrat je morala skupščina sprejeti zakon o oblastni in sreski samoupravi. Na njegovo pobudo je zakonodajni odbor sprejel predlog vlade, da se izvoli ožji odbor. Ožji odbor je imel 11 poslancev iz vseh političnih strank.  
Odbor je imel 12 dni, da je izdelal predlog o oblastni in sreski samoupravi. V odbor je bil izvoljen iz Jugoslovanskega kluba poslanec dr. Ante Dulbić, kot namestnik pa dr. Josip Hohnjec. 
Dr. Ante Dulbić je trdil, da je šlo za delikatno vprašanje, ki bi lahko imelo pri slabi rešitvi nepredstavljive posledice za vodenje in utrditev naše države. Trdil je, da odbor ne more tega rešiti v 12 dneh, ker se tega s strani posebnega odbora ni dalo rešiti v daljšem času. Dr. Dulbić je trdil, da mora vlada odstopiti ali pa podati nov predlog, ki bo za poseben parlamentarni odbor sprejemljiv. Tako vladno početje, odlašanje in čakanje pa je bilo, po njegovem mnenju, samo na škodo države in državne uprave. 
Poslanec Kristan  je trdil, da je potrebno čim prej rešiti nastalo situacijo. Elaborat  pododbora naj bi dobil v roke finančni pododbor, da bi lahko potem o njem razpravljala skupščina. Z odlašanjem pa bi vlada uveljavila predlog z odločbo. 
Izvolili so tri poročevalce: Ljuba Jovanovič – upravna razdelitev, Kosta Timotijević – samouprava in Mile Simonović – občinska samouprava. Ljuba Jovanovič je poročal o zakonskem načrtu za upravno razdelitev države naslednji dan, 9. februarja 1922. Odbor je najprej razpravljal o samoupravi in občinski samoupravi, nato še o razdelitvi države.  
Poslanec Anton Sušnik je v narodni skupščini 25. januarja 1922 govoril o avtonomiji za vse pokrajine. Narodni klub je izročil svoj ustavni predlog. V njem je bilo iz tretjega člena razvidno, iz katerih pokrajin naj bo država sestavljena. Zahteve narodnega kluba so bile: Srbija z Makedonijo; Hrvaška, Slavonija in Dalmacija z Medžimurjem, Istra in otoki; Črna gora; Bosna in Hercegovina; Vojvodina in Slovenija.  
Poslanec Anton Sušnik je govoril tudi o predlogu Radiča , ki je želel v okviru Kraljevine SHS izoblikovati Nevtralno kmečko republiko Hrvaško, ki bi obsegala 8 županij banske Hrvaške. Peti člen je govoril o odnosu republik Hrvaške do sosednjih pokrajin. Meje te republike bi bile dosežene na medsebojnih dogovorih. 
Šesti člen je dajal Hrvatom v Dalmaciji možnost, da se samostojno odločijo na plebiscitu, če bodo živeli v kmečki republiki. 
G. Stojan Protić  je bil na srbski strani najbližje razumevanju slovensko-hrvaškega vprašanja oz. problema. Zahteval je revizijo ustave in bil zelo rezerviran. Protić je bil pripravljen pristati na izjemno zahtevo Hrvaške po svoji kmečki republiki. Protić je imel v planih svoje ustave 9 pokrajin. Njegove pokrajine so bile začrtane, a nihče ni vedel, koliko avtonomnosti naj bi imele. 
Deželić je trdil, da se strinja s stališčem avtonomije Hrvaške, vendar imajo potem to pravico tudi Slovenija in vse ostale pokrajine. Njegov nastop se je kazal v luči nezadovoljstva vseh živečih plemen oz. narodov, od muslimanov, Črnogorcev pa do Slovencev. Rešitev avtonomije enega dela države bi prinesla dodatno nezadovoljstvo in nerazumevanje. Potrebno bi bilo avtonomijo dodeliti vsem pokrajinam v državi. 
Časnik Slovenec je centralistom v poduk zapisal, da je potrebno za čvrstost države dati pokrajinam avtonomijo in takrat bi bili ljudje srečni. 
10. februarja 1922 se je v pododboru za upravno razdelitev države vršila razprava za sresko, oblastno in okrajno samoupravo. Dr. Ante Dulibić je v imenu Jugoslovanskega kluba poudaril, da ne stoji pravi temelj za razpravo tega zakonskega načrta o oblastnih samoupravah, saj vlada ni pripravila zakona glede vsebine delovanja oblasti in njihovih finančnih sredstev. Potrebno bi bilo prikazati njihovo kompetenco  in obseg financ za vzdrževanje oblasti. Tak vladni predlog ni pojmoval niti najmanjših predpostavk njihovega delovanja. Dr. Dulibić je zatrdil, da naj država pusti oblastem določene davke, od katerih bi lahko oblasti delovale. Proti je glasoval dr. Dulibič in noben od ostalih zastopnikov pododbora. 
Dr. Hohnjec je v imenu Jugoslovanskega kluba v zakonodajnem pododboru ostro napadel vidovdansko ustavo in predloge o oblastnih samoupravah. Dr. Hohnjec in Ljubo Jovanović sta se ostro sporekla, ko je dr. Hohnjec začel govoriti o balkanizmu v kraljevini. Zoper zakona sta glasovala samo dr. Hohnjec in Moskovljević. 
Poslanec dr. Hohnjec je na seji zakonodajnega pododbora 9. februarja leta 1922 dejal, da je vidovdanska ustava bila velika nesreča za državo, skliceval se je na mit, da je 13 nesrečna številka in ravno toliko je bilo potrebno za večino, da se je ustava izglasovala. In ravno ta ustava je bila vzrok za upravno razdelitev države na oblasti. Pododbor za oblastno samoupravo je zaradi vidovdanske ustave sprejel sklepe, ki so po mnenju dr. Hohnjeca bile slabe za državo in za njeno upravno delitev na oblasti.  
Demokratsko-radikalna koalicija je želela upravni razdelitvi države vdihniti duh centralizma. Po Hohnjecevem mnenju so bile v državi sposobne za življenje le take institucije in organizacije, ki so zgrajene v duhu demokracije. Demokracija pa je vladavina ljudstva in kot taka mora biti izvedena na temeljih avtonomije v pokrajinah. Prave demokratične države pa so organizirane na temelju močne in obsežne samouprave, kot recimo Anglija, ki je razdeljena na večje teritorialne enote. Zato je pojem demokracija, po Hohnjecevem mnenju, pravzaprav bil istoveten s pojmom samouprava. Dr. Hohnjec primerja Kraljevino SHS tudi s Švico in ZDA. Učinkovitost teritorialne enote je utemeljeval, da mora imeti preko 2 mio. prebivalcev. Centralisti pa so z majhnimi teritoriji onemogočili normalno delovanje oblasti in države. Svoje interese so iskali samo v političnem kupčkanju in dobivanju glasov. Ljudje v Sloveniji so takrat bili v bojazni, da se bo uprava balkanizirala.  
Vidne razlike med tremi plemeni jugoslovanskega naroda na podlagi vere, kulture in zgodovine so obstajale in se niso mogle poenotiti znotraj države. Nasilno združevanje bi pripeljalo do še večjih nasprotovanj med tremi plemeni enega naroda.  
To je prišlo do izraza z medetničnim nasiljem v Jugoslaviji med II. svetovno vojno in med letoma 1991 in 1995 ter kasneje na Kosovu.
Pododbor za upravno razdelitev države je 15. februarja 1922 končal razpravo zakona o oblastni in sreski samoupravi in je prešel v pregled zakona o splošni upravi. Pododbor je imel čas do 18. februarja istega leta, da je predal predlog zakona v narodno skupščino. Zaradi zapletov pri tiskanju zakona je prišlo do podaljšanja časa do vročitve zakona narodni skupščini. 
Dopoldne 16. februarja 1922 se je v pododboru za upravno razdelitev države pričela razprava o splošni upravi. Poslanec dr. Dulbić je v načelnem nastopu poudaril, da v zakonskem predlogu o oblastni samoupravi ni določena stvarna kompetenca, kakor tudi ni v zakonskem načrtu o splošni upravi subjektivne kompetence. Iz zakona ni razvidno, kaj naj rešuje veliki župan in kaj sreski poglavar, kakšna je kompetenca oblastne in kakšna sreske uprave. Zato je po dr. Dulbičevem mnenju prezgodaj predlagati zakon o samoupravi, dokler niso urejene te podrobnosti glede pristojnosti. Poslanec dr. Dulbić se je odločil, da bo zaradi tega glasoval proti. 
Pri razpravi o členu 6 je predlagal, da okraji v Dalmaciji in Sloveniji ostanejo tudi nadalje v istem obsegu kot sreske oblasti. Pododbor je ta predlog sprejel za Dalmacijo, za Slovenijo je odločitev preložil. 
Pri členu 15 je dr. Dulbić nastopil proti predlogu poslanca Wilderja, da smejo biti veliki župani le odvetniki in drugi sposobni ljudje, ki imajo v upravi nad 15 let delovne dobe. To je poslanec Wilder utemeljeval s tem, da taki župani ne bi bili koruptivni in ne bi klecali pred strankarskimi interesi. Predlog Wilderja so zavrgli in sprejeli predlog dr. Dulbića.     
Generalna debata o splošni samoupravi se je pričela v zakonodajnem odboru 7. marca 1922. V imenu Jugoslovanskega kluba sta govorila poslanec dr. Hohnjec in prof. Sušnik. Dr. Hohnjec je zahteval princip demokratizma, da se ljudstvu da neposreden vpliv na zakonodajo in upravo. Za tak zakon je podal mnenje, da daje prevelika pooblastila upravnim organom, velikim županom in občinskim in sreskim načelnikom. Poslanec Sušnik pa je navajal principe splošne uprave v Angliji in Franciji ter kakšna je centralistična ureditev. Navajal je, da gre za različne kulture v kraljevini in da mora narod sodelovati pri oblikovanju uprave. Ljudi je potrebno pritegniti k politični odgovornosti in preprečiti korupcijo in partizanstvo. Na koncu je zahteval avtonomistično ureditev države in decentralizacijo ter demokratizacijo. 

## Zasedanje J.M.O.
Med 14. in 16. aprilom 1922 je v Sarajevu zasedala Jugoslovanska muslimanska organizacija, ki je tretji - torej zadnji dan zasedanja - sprejela resolucijo:»1. Osrednji odbor ugotavlja, da ne obstaja v J.M.O. nikak razcep in da organizacija vztraja na svojem programu. 2. Poziva poslanca dr. Kulenovića, ki je vstopil v Hrvatski blok, da se takoj vrne  v svoj klub in se strogo drži programa, na podlagi katerega je bil izvoljen. 3. vsi poslanci se morajo strogo držati programa J.M.O. in po njem uravnavati vse svoje delovanje. Poslanci, ki tega ne bi hoteli, naj nosijo tudi posledice. 4. Obsoja se način javne borbe, ki so ga uvedli nekateri poslanci, ki so dajali v obliki intervjujev neke izjave, v katerih so se omalovaževali drugi poslanci. 5. Centralni odbor je prepričan, da politika dr. Spahe in njegove struje ne vodi k Radiću ali pa preko Save. 6. J.M.O. stoji na stališču popolne plemenske enakopravnosti. Kar se tiče narodnega obiležja muslimanov, je to stvar kulturnega delovanja društva, ne spada pa v dnevno politiko. J.M.O. je proti vsakemu nasilnemu zbliževanju.7. Poslanci se morajo držati vseh sklepov. 8. Poziva poslance na složno in skupno delo na podlagi programa, ki ga more menjati samo velika pokrajinska skupščina.« 
Vsi poslanci JMO so morali izstopiti iz koalicije oz. so morali izvajati konsekvence. Sklepi odbora so bili sprejeti z veliko večino. Za je glasovalo 36, proti pa 13 zastopnikov. Ministra Vilović in Omerović sta podala odstop zaradi sklepov JMO. Take sklepe je JMO sprejel, ker je bosansko-hercegovsko prebivalstvo proti centralizmu. 
JMO za Bosno in Hercegovino je imela 15. junija 1922 zborovanje, na katerem se je odločalo o zaupnici vladi. 111 zastopnikov od 116 se je udeležilo zborovanja JMO. Zadržanih je bilo le 5 zastopnikov. Po razpravi, ki je med vladno in nevladno stranjo trajala skoraj ves dan, je poslanec Miljković ob podpori generalne skupščine JMO predlagal, da se pozove vse poslance JMO v narodni skupščini, da se podredijo sklepu. Vsi, ki se sklepu nebi podredili bi se smatrali, da so izdajalci. 
Za resolucijo je glasovalo 91 zastopnikov od 111 navzočih. 3 so glasovali proti, 7 se jih je umaknilo iz dvorane. Sprejeti sklepi JMO so bili, da preidejo iz koalicije v opozicijo in da zastopajo svoja stara načela avtonomizma. 
Taka odločitev je na Beograd delovala uničujoče, saj je srbska politika smatrala Bosno kot vazalni teritorij Srbije. Prehod muslimanov k stališčem Hrvaškega bloka oz. Hrvatom pa je delovalo na tako politiko uničujoče. Zaradi obrata v muslimanski politiki je prišlo tudi do večine muslimansko-hrvaškega prebivalstva zoper Srbov v Bosni. Tako delovanje JMO je vplivalo tudi na vprašanje Makedonije in Makedoncev, ki so težili k avtonomiji Makedonije. Vse to je še dodatno zamajalo vladno koalicijo. 

## Konferenca o ustavnem zakonu
20. aprila 1922 je bila konferenca o ustavnem zakonu o razdelitvi države na oblasti. Udeležil se je je predsednik vlade Nikola Pašić in ministri Svetozar Pribičević, Marko Trifković in dr. Voja Marinković. Razpravljali so o zakonu glede razdelitve države. 

## Želja časnika Slovenec o koncu centralizma
Časnik Slovenec je podal upanje in prepričanje, da se bliža konec centralizma v Kraljevini SHS in da nastopa čas avtonomizma in politike samoodločbe. 
Prepirali so se, ali naj bo na Slovenskem samo ena oblast ali naj bosta dve oblasti. Pri tem je Slovenski narod trdil, da avtonomisti nimajo pred očmi bodočega ustroja državne uprave. V bistvu je določala zadevo ustava v členih 95 do 99. Člen 95 je ustanavljal, da se izvršuje uprava v Kraljevini: 1. po oblasti, 2. po okrožjih, 3. po okrajih in 4. po občinah. Člen 98 pa že ni več vseboval teh štirih upravnih stopenj in je pravil, da je oblastna in okrajna skupščina volila predsednika in vsaka svoj odbor. Okroga torej že več ni bilo, občina pa se ni upoštevala. V Slovenskem narodu so se vpraševali, da ni razumljivo, zakaj bi morale biti štiri upravne stopnje, če pa je lahko okrožna stopnja najvišja.  

## Slabi občutki pred velikimi župani
Oblasti z velikimi župani, katero Hrvaška in Slavonija z Madžarsko že poznata, ne moreta pohvaliti, marveč jih imajo v spominu samo kot dragega državnega uradnika, ki mnogokrat skoraj nič ne koristi in jih tudi ne razume, pač pa ima nalogo usmerjati upravo po želji ministrstva. To bi pa lahko, po mnenju Slovenskega naroda, opravil tudi skromen predstojnik okroga.  

## Gospodarsvo
Gospodarstvo samih upravnih enot je bilo nadzorovano s strani ministrstva za finance in glavne kontrole po členu 97. Po mnenju Slovenskega naroda, bi torej ne prišlo skoraj do nobenega nadzora, ampak je prišel odposlanec ministrstva, sprejel poklone uradništva in izvoljenih predsednikov, vzel dnevnice in odšel. Za nadzor pa naj bi zadostovalo, da občine nadzoruje okraj, okraje okrog in tega šele nato ministrstvo. Ureditev in pristojnost občin, okrajev in oblasti bi predpisoval poseben zakon, torej narodna skupščina. Okrogov pa več ne bi bilo.  
Zadostovale naj bi občine, okrajna in okrožna zastopstva. Oblasti z velikimi župani, ki ne bi ničesar delali ali pa delali malo, naj bi po mnenju Slovenskega naroda izginili iz dogovorov. Hrvatje so jih v dobi pod Mažuranićem  odpravili in bi imeli samo podžupanije s podžupani, ki so bili uradniki in so tudi delali. Če bi imeli občine, okrajne in okrožne zastope in bi izhajali z dosedanjimi močmi pri delu, morda še vseh teh ne bi bilo treba. 

## Kakšna naj bo delitev
Ustava v členu 95 in členu 13 je odrejala, da se mora razdelitev države izvršiti po naravnih, socialnih in gospodarskih razmerah. To načelo je bilo takoj v ustavi porušeno z odredbo - člen 95, po kateri so se postavile oblastne meje prebivalstva do 800.000 in nato z odredbo - člen 135, po kateri se Bosna in Hercegovina razdeli v oblasti po svojih sedanjih mejah. 
Ta odredba , ki se je nanašala na Bosno in Hercegovino, je bila ublažena z dodatkom, da se lahko posamezne občine ali okraji izločijo iz svojih oblasti in združijo z drugo oblastjo v takratnih mejah Bosne in Hercegovine ali izven njih, če je na to pristalo njihovo samoupravno predstavništvo z odločitvijo 3/5 večine glasov in če je to odločitev odobrila narodna skupščina. S tem se ni dopuščalo, da bi se vice versa mogli okraji in občine zunaj meja Bosne in Hercegovine pripojiti oblastem, ki bi nastale na teritoriju Bosne in Hercegovine. Razen tega je bila ta koncesija tudi omejena, ker se je zahtevala kvalificirana 3/5 večina in odobritev narodne skupščine. 
135. člen ustave je dal tudi Hrvaški, Slavoniji in Črni gori načela razdelitve za slučaj, da bi se razdelitev ne izvršila parlamentarnim potom, ampak s kraljevo uredbo. V tem slučaju bi se na Hrvaškem in v Slavoniji osnovale štiri oblasti, a Črna gora iz leta 1913, z Boko-Kotorskim okrajem pa brez plevaljskega in belopoljskega okrožja, bi naj veljala kot ena oblast. Po tem se je ravnal tudi zakonski načrt za razdelitev države na oblasti, ki ga je 27. oktobra 1921 narodni skupščini v rešitev predložila vlada. 
Če se je že z ustavo samo omejila razdelitev po zemljepisnih momentih, se je v zakonskem načrtu šlo še v podajanje zgodovinskih in političnih ozirov. Zaradi teh razlogov se je tudi določilo tako število oblasti (26), kakor tudi to, da so bile posamezne oblasti zasnovane tako male, da niso bile sposobne za življenje in da niso mogle odgovarjati vsem nalogam oblastne samouprave, niti prenašati njenih finančnih bremen. A vendar, kjer bi morali odločati narodno-politični razlogi, kakor v novih narodnostno mešanih krajih, tam se niso v zadostni meri upoštevali ti razlogi. Enako bi bilo treba zaradi čim hitrejšega in varnejšega narodnega izenačenja mnogo bolj in močneje pomešati srbske kraje z novimi. Vladin predlog, razen izjeme z južnim Banatom, tega nikakor ni upošteval, marveč je tudi naprej pustil področje Srbije povsem zase oddeljeno, čeprav je bilo v državnem in narodnem interesu, da se to področje čim bolj izenači z novimi kraji, kar so ponekod narekovali tudi gospodarsko-prometni razlogi. 
Razlagajoč pobudo za zakonski načrt, je vlada trdila, da je poskušalo okrog centrov najmočnejše gospodarske in kulturne privlačnosti grupirati po možnosti vse one kraje, ki jih je zaobjemal gospodarski in kulturni krog posameznega centra. Pri tem je bilo treba ponekod napraviti kompromis med sedanjostjo in bližnjo prihodnostjo. Pri grupiranju krajev v oblasti je bilo torej treba upoštevati tudi smer, v kateri se bodo posamezni kraji v gospodarskem in prometnem oziru gibali v bližnji ali daljni prihodnosti. 
Nepoznavanje gravitacije nekaterih krajev, je vlada v njih ustvarila več manjših oblasti, prepuščajoč jim, da bi se lahko združile v večje oblasti v mejah zakonskega člena 95. Toda ta člen je računal samo z združitvijo celih oblasti, a ne, kar je bilo naravnejše in za kar se bi takoj po razdelitvi pokazala potreba, s cepljenjem oblasti in z odcepljenjem posameznih občin in okrajev od ene oblasti in s pripajanjem k drugi oblasti.  
Toda poleg vseh teh napak je bila storjena še osnovna napaka, da niso upoštevali interesov prebivalstva, zlasti ne onega v obmejnih krajih posameznih oblasti.  
To bi lahko storila komisija, ki je bila določena za to težavo. Isto bi bilo tudi treba poslušati nasvete priznanih geografskih strokovnjakov, kot je bil dr. Jovana Cvijić.  
Popović Vasilij je zapisal, da je načelo razdelitve po zemljepisnih momentih, ki je obsegalo naravne, gospodarske, prometne in socialne zadeve, kakor je to zahtevala ustava, zato je Popović po tem načelu poskusil podvreči kritičnemu razmisleku ta zakonski načrt. Pri tem je Popović Vasilij upošteval življenjsko sposobnost posameznih oblasti za samostojen obstanek v gospodarskem in finančnem oziru. Narodno politični moment je upošteval samo v toliko, v kolikor se ne zoperstavi izraženemu načelu v ustavi. 
Pisec je na to navajal in utemljeval svoj predlog, da se država razdeli na: »18 oblasti, in sicer: 1.) na splitsko oblast, s centrom v Splitu, 2.) na zetsko-zemunsko oblast s sedežem na Cetinju, 3.) krajiško oblast s sedežem v Karlovcu, 4.) zagrebško oblast s sedežem v Zagrebu, 5.) oblast Slovenijo s sedežem v Ljubljani, 6.) Vrbasko oblast s centrom v Banjaluki, 7.) Osješko oblast s sedežem v Osjeku, 8.) tuzlansko oblast s sedežem v Tuzli, 9.) sarajevsko oblast sedežem v Sarajevu, 10.) savsko-dunavsko oblast s sedežem v Novem Sadu, 11.) beogradsko oblast, 12.) šumadijsko oblast s sedežem v Kragujevcu, 13.) niško oblast s centrom v Nišu, 14.) kosovsko-raško oblast s sedežem v Prištini, 15.) skopsko oblast s centrom v Skopju, 16.) bitolsko oblast s središčem v Bitolju, 17.) oblast mesto Beograd in 18.) oblast mesto Zagreb.«
Oblast Slovenijo s središčem v Ljubljani je utemeljval takole: »Vprašanje, dali so bili kakšni drugi razlogi za razdelitev Slovenije v 2 oblasti merodajni, razen fiksirnega števila prebivalstva, se na tem mestu ne bomo spuščali. Vsekakor na istovetnost kulturnih, gospodarskih in socialnih razmer ne upravičuje tega cepljenja, zato bi vsa Slovenija lahko tvorila eno samo slovensko oblast.«

## Predlog zakona v skupščini SHS
Vlada je v določenem roku, to je zadnji dan 28. oktobra predložila skupščini zakonski načrt o razdelitvi kraljevine na oblasti. Ta načrt je določal razdelitev države, ki je naletela na veliko nezadovoljstvo med poslanci. Ta vladni predlog je bil izročen posebnemu odboru narodne skupščine. Določeni rok za rešitev tega zakonskega predloga v narodni skupščini je bil 28. januar 1922 leta. In vse je kazalo, da ga skupščina ne bo rešila.  
Po diskusijah se je videlo, da so bile težave za razdelitev države na oblasti nepremagljive. Razen nasprotovanja med Hrvati je vladalo zelo veliko negativno razpoloženje tudi v strankah, ki so tvorile vlado. Malenkostni interesi so prevladovali. Interesi so v veliki meri nasprotovala sami ideji in vsi znaki so kazali na to, da ne bi mogla priti niti narodna skupščina niti zakonodajni odbor do soglasnih zaključkov. Če nebi prišlo do zaključkov v narodni skupščini bi vlada uporabila pravico, ki ji ga je dajala ustava, da ona uveljavi zakon o razdelitvi države na oblast, je zapisal Slovenski narod. 
Porajalo se je mnenje SLS, da bi se moralo oblikovati država avtonomistično, v neke vrste federacijo. Ustavni načrt Narodnega kluba pa je predvideval ureditev države v konfederacijo. Stjepan Radić pa je zahteval hrvaško nevtralno republiko. Nobena od teh treh političnih opcij ni želela sprejeti oz. se pogovarjati o ustavnem načrtu delitve države na oblasti, ki ga je izdelal g. Stojan Protić. Vlada se je pogovarjala le s tistimi, ki so želeli sprejeti ta načrt, druge pa je pustila ob strani. Mnenje centralističnih poslancev je bilo, da ni potrebno v ospredje postavljati hrvaškega vprašanja. 
30. januarja 1922 je dr. Ivan Ribar , predsednik narodne skupščine, odprl sejo, na kateri so se poslanci seznanili s poročilom odbora o administrativni delitvi države. Odbor je navedel vzroke, zakaj ni mogel izvršiti naloge, ki mu je bila dodeljena. Zakonodajni odbor je vrnil mandat za rešitev vprašanja narodni skupščini, ker je bila njegova naloga preobsežna in je ni mogel končati v določenem roku, ki je bil kratek. 
23. marca 1922 je bil dosežen kompromis med radikalci in demokrati glede člena 44 volilnega zakona za oblastne skupščine. Predsednik vlade Nikola Pašić je posredoval pri radikalnem klubu in ta je opustil svoja stališča in pristal na kompromis. Pristali so na kompromis poslanca Kurbegovića, ki je v imenu muslimanskega poslanskega kluba predlagal, da se rezultat volitev v volilnih enotah, v katerih se volita dva ali več članov oblastne skupščine, določi na sledeč način: skupno število glasov bi se razdelilo s skupnim številom poslancev, ki bi pripadali določeni volilni enoti. Dobljeno število se bi vzelo za količnik. Liste, ki so dobile toliko glasov, da njihovo število ne bi zneslo niti 2/3 volilnega količnika, se ne bi upoštevale pri razdelitvi članov oblastne skupščine. V primeru, da niti ena lista nebi imela celega količnika, se bi računalo na naslednji način: skupno število, ki ga je dobila lista, se bi delilo z ena , dve , tri, torej vse do največje številke poslancev, ki so bili izvoljeni v določeni volilni enoti. Člen 44 je določal tudi, kaj se bi storilo, če bi dobili dve ali več list enako število glasov. Takrat bi odločal žreb. 
27. marca 1922 je bil z veliko večino sprejet zakon o oblastni in sreski samoupravi. Poslanci JMO so nenadoma in nepričakovano prestopili k avtonomističnemu bloku. Opozicija je želela preprečiti sprejetje zakona. Poslanec dr. Spaho  je najprej od poslancev muslimanskega kluba zahteval, da se glasovanja vzdrže, nato pa je zahteval, da glasujejo proti, vendar je večina to odklonila. Poslanec Brodar iz klerikalnega kluba je izjavil, da bo glasoval proti sprejetju zakona. Podobne izjave so dali še nekateri drugi poslanci. Poslanec Benin pa je izjavil, da bo njegov klub glasoval za sprejetje zakona. Pred izjavo muslimanskega kluba je prišlo do desetminutne pavze, da se je klub posvetoval glede glasovanja. Večino v klubu je dobil dr. Karamehmedović, ki je zastopal stališče, da se mora izvesti zakon glede na ustavno podlago. Poslanec Salih Bajić je v imenu manjšine znotraj muslimanske skupine izjavil, da želijo avtonomijo. Pojasnil je, zakaj je prišlo do spremembe stališča nekaterih poslancev. Razmere v gospodarstvu in na denarnem trgu so bile vse slabše. Nesoglasja med tremi plemeni so bila vse večja, zato je po njegovem mnenju nemogoče še nadalje zagovarjati stališče centralizma. Zato je Spaho pozval na sporazum s Slovenci in Hrvati. Minister za izenačenje zakonov Marko Trifković je zatrdil, da je bila Slovenija pred I. svetovno vojno razdeljena na šest pokrajin in da sedaj ni izvedena delitev Slovenije. Nato je Ribar odredil glasovanje. Za zakon je glasovalo 142 poslancev, proti pa 40, od 182 prisotnih. Za zakon so glasovali radikalci, demokrati, poslanci SKS, večina muslimanskih poslancev in narodna socialca. Proti so glasovali klerikalci, kmetje, republikanci, socialni demokrati in 6 Spahovcev. 
Ker poročilo o pokrajinski razdelitvi države ni bilo končano do 28. marca 1922. leta in ker je prišlo do delitev med radikalci glede rešitve vprašanja delitev stare Kraljevine Srbije, je vlada nato morala sama rešiti problem pokrajinske razdelitve do 23. aprila 1922. Vlada se je načeloma strinjala s pododborom glede razdelitve države na oblasti, vendar je prišlo do ostre razprave glede razdelitve stare Kraljevine Srbije. Radikalci so vztrajali, da se stara okrožja spremenijo v pokrajinske oblasti. 
Na seji vlade 20. aprila 1922. leta je bila razprava o zakonskem načrtu glede pokrajinske razdelitve države. Uradno poročilo seje vlade se je glasilo: »Na današnji seji je ministrski svet po prečitanih poročilih o genovski konferenci prešel v razpravo o uredbi k zakonom za razdelitev države na pokrajinske oblasti. Na seji ministrskega sveta je sodeloval tudi radikalni poslanec in predsednik pododbora zakonodajnega odbora Ljuba Jovanović. Ministrski svet je seznanil, na kak način se je vršila razprava glede pokrajinske razdelitve države na oblasti znotraj pododbora.« 
Do 28. aprila mora biti razprava končana glede člena 135 ustave Kraljevine SHS. Če ne, bi morala vlada zakon o oblastni in sreski upravi spraviti v veljavo z odločbo. Vlada je upala, da bi razpravo v vladi končala do 28. aprila 1922. leta. 

## Objava v uradnem listu
V Uradnem listu so dne 28. aprila 1922 objavili zakon o oblastni in sreski samoupravi. Zakon je predvidel, da se morajo volitve za oblastno skupščino izvršiti v treh mesecih, sreski odbori in sreske skupščine pa bi se morale sestati v petih mesecih od razglasitve zakona. Po mnenju Steske je bila samouprava tako pomembna odločitev, ki bi doprinesla h gospodarskemu, zdravstvenemu in prosvetnemu napredku vseh slojev prebivalstva. Država je prepustila javne in upravne naloge oblastem, torej samoupravi. Prve so bile teritorialne enote, ki so obsegale občine, srese in oblasti, k drugim, poklicnim enotam pa so se štele zbornice trgovcev, obrtnikov, industrialcev, poljedelcev, delavcev in zasebnih uradnikov. Razlog za tako delitev je bila, da se država najprej ni zanimala za nekatere javne zadeve oz. spoznanje, da za nekatere zadeve bolje skrbijo manjše enote kot pa država. V interesu izboljšanja uprave je bilo, da za nekatere stvari skrbijo zastopniki določenih poklicev in socialnih skupin. Zaradi prepuščanja uprave manjšim enotam bi - po mnenju avtorja članka - prišlo do javnega interesa pri sodelovanju z upravo, ki kaže interes po ljudeh. Oblasti in sresi pa so seveda bili najvažnejša upravna oblika v državi. Kot taki so z velikim župani in sreskimi poglavarji skrbeli za nemoteno in čim bolj učinkovito upravo.  

## Volitve in sestajanje
Oblastna in sreska skupščina sta se volili s splošnim, enakim, neposrednim in tajnim glasovanjem za štiri leta, in sicer na način kakor narodna skupščina. Volilna pravica je bila dana vsakomur, ki jo je imel za volitve narodnih poslancev in volilne imenike za narodno skupščino so uporabljali za volitve oblastnih in sreskih skupščin. Volilno pravico niso imele določene poklicne skupine, kot recimo uradniki v državnih službah in sodniki ter še nekateri. V oblastno skupščino so lahko kandidirale osebe, ki so živele v oblasti že najmanj štiri leta. Volilne enote sresov in oblasti so bile enote z več kot 5000 prebivalci. Na vsakih 10.000 prebivalcev se je volil en član oblastne skupščine. Pri sresih pa je bil en sres ena sama volilna enota. 
Oblastna skupščina se je na kraljev ukaz sestala vsako leto 5. novembra v glavnem mestu oblasti. Sklical jo je oblastni veliki župan, po potrebi tudi na izrednih zasedanjih. Veliki župan je odprl zasedanje in tudi končal zasedanje v imenu kralja. Oblastna skupščina si je za dobo svojega mandata izvolila predsednika, podpredsednika in tajnike, ki vodijo zasedanje in pomagajo vodstvu. Oblastna skupščina izvoli iz svojih predstavnikov še oblastni odbor, ki je štel pet do osem članov. Odbor in skupščina oblasti sta bila stalna, dokler novoizvoljeni organi niso prevzeli nalog.  
Oblastna skupščina je bila sklepčna, če je bila vsaj 1/3 članov prisotna na zasedanju, oblastni odbor pa, če je bilo prisotnih več kot 1/2 članov odbora. Sklepi so bili lahko sprejeti le z absolutno večino glasov prisotnih članov. Seje oblastne skupščine so bile javne, volitve pa so se vršile na tajnem glasovanju. Za besedo so se javili k predsedniku seje oblastne skupščine. Dnevnice so dobili le prisotni člani oblastne skupščine. Za oblastni odbor pa je bila dodeljena stalna plača, ki jo je določila oblastna skupščina za dobo mandata. Seja je trajala največ 15 dni. Izredna zasedanja pa niso smela trajati nad pet dni. Sreski odbor se je sestal le na zahtevo predsednika odbora. Člani oblastne in sreske skupščine niso uživali nobene imunitete glede kaznivih dejanj. Predsednik skupščine jim je lahko odvzel besedo in jih izključi s seje oz. za največ osem sej.  

## Vodenje
Upravne posle je izvrševal v oblasti veliki župan s pomočjo pravnih in strokovnih referentov ter pomožnega osebja. Veliki župan je vršil nadzor nad vso splošno upravo v oblasti. Veliki župan je imel tudi dokaj velik nadzor nad policijskimi odredbami. Poglavar za okrožja za Slovenijo in Dalmacijo je bil brez vrednosti, saj obe območji nista poznali okrožji. Ustava pa je s posebnim zakonom predvidevala ukinjanje okrožij in njenih glavarjev v zelo kratkem času. Sreski načelnik oz. okrajni poglavar je bil neposreden izvrševalec splošne upravne oblasti v okraju ter stoji pod nadzorstvom velikega župana. Pod pristojnost poglavarja so spadali vsi posli splošne uprave, razen onih, ki so dodeljeni drugim pristojnim organom v državi. Pod njuno pristojnost je spadala veterina, tehnika, prosveta, ekonomija in računovodstvo. Okrajni poglavar se je imenoval od ministrstva za notranje zadeve. Za delovno mesto poglavarja ali župana je moral kandidat imeti najmanj pet let delovne dobe v državni upravi in poseben praktični izpit, ki se je lahko polagal po dveh letih dela v državni upravi. Težave so nastale pri jasni delitvi pristojnosti sresov in oblasti. Avtor članka pa je izrazil mnenje, da je uprava v državi dobra, ker izpolnjuje svoje osnovno poslanstvo, torej da je blizu ljudi. Zato je bila uprava prepuščena nižjim strukturam oblasti - okrajem in se je povezovala postopoma z zahtevnejšimi nalogami višje po hierarhični lestvici. Tako so bile v države zaželene manjše upravne enote, ki bi lažje delovale. Zakon je predvideval rok tri mesece od uveljavitve zakona do razglasitve velikega župana za posamezno oblast. 
Po postopku nastopa velikega župana je bil, se je vsa infrastruktura pokrajinske uprave in vse osebje, ki je delovalo v pokrajinski upravi, dodelilo velikemu županu. Tiste funkcije oblasti in uprave, ki pa so pripadle neposrednemu nadzoru ministrstva, so bile odvzete oblastem in samoupravi. Tam, kjer ni bilo pokrajinske uprave, so velikemu županu dodelili del pristojnega pokrajinskega aparata za delovanje oblasti. Zakon je predvideval začetek poslovanja pokrajinske uprave v četrtem mesecu po njenem nastopu. Posamezni oddelki ministrstev, ki so sodili pod pokrajinsko upravo, so bili premeščeni pod nadzor oblastnih organov in velikega župana. 

## Mariborska in Ljubljanska oblast
29. januarja 1922. leta je bila razprava glede imenovanja velikih županov za ljubljansko in mariborsko oblast in imenovanje pokrajinskih namestnikov za Slovenijo in Hrvaško. Pokrajinski namestnik za hrvaško je bil izbran profesor in nekdanji banski svetnik dr. Ernest Cimić, za njegovega namestnika pa Gavrila Gojković. Pokrajinski namestnik za Slovenijo je še vedno ostal Ivan Hribar. Ljubljanski veliki župan je postal dr. Vilko Baltič, mariborski pa dr. Miroslav Ploj.